# 소피 부즐로
소피 부즐로(프랑스어: Sophie Vouzelaud, 1987년 6월 21일 ~ )는 프랑스의 모델이다. 2007년 미스 프랑스에서 리무쟁 레지옹 대표로 참가하였으며 전체 참가자 가운데 2위를 차지하였다.
태어날 때부터 청각 장애를 갖고 있으며 수화를 통하여 의사소통을 한다.

## 저서
- 《소피 부즐로》, 소피 부즐로 저, 김명렬 역 (ISBN 978-89-93916-08-9)